# Riec-sur-Belon
Riec-sur-Belon é uma comuna francesa na região administrativa da Bretanha, no departamento Finisterra. Estende-se por uma área de 54,99 km². Em 2010 a comuna tinha 4 289 habitantes (densidade: 78 hab./km²).